# Viticipremna
Viticipremna là một chi thực vật có hoa trong họ Hoa môi (Lamiaceae).

## Loài
Chi Viticipremna gồm các loài: